# Ectropis ocellata
Ectropis ocellata là một loài bướm đêm trong họ Geometridae.